# Прототипы Ле-Мана
Прототипы Ле-Мана (Le Mans Prototype, LMP) — гоночные спортпрототипы, создаваемые специально для гонок «24 часа Ле-Мана», чемпионата мира по автогонкам на выносливость, а также Европейской, Американской и Азиатской серий Ле-Ман. Технический регламент для них разработан Западным автоспортивным клубом Франции. Стоимость и технологии делают их сопоставимыми с машинами «Формулы-1». Основные классы в последние годы, по мере снижения скоростных характеристик и стоимости участия — LMP1, LMP2, LMP3 (последний не участвует в «24 часах Ле-Мана» и чемпионате мира). С 2021 года на смену старшему классу прототипов Ле-Мана (LMP1) пришёл класс гиперкаров Ле-Мана (LMH), а с 2023 года в качестве сопоставимой по скорости альтернативы добавится класс LMDh.

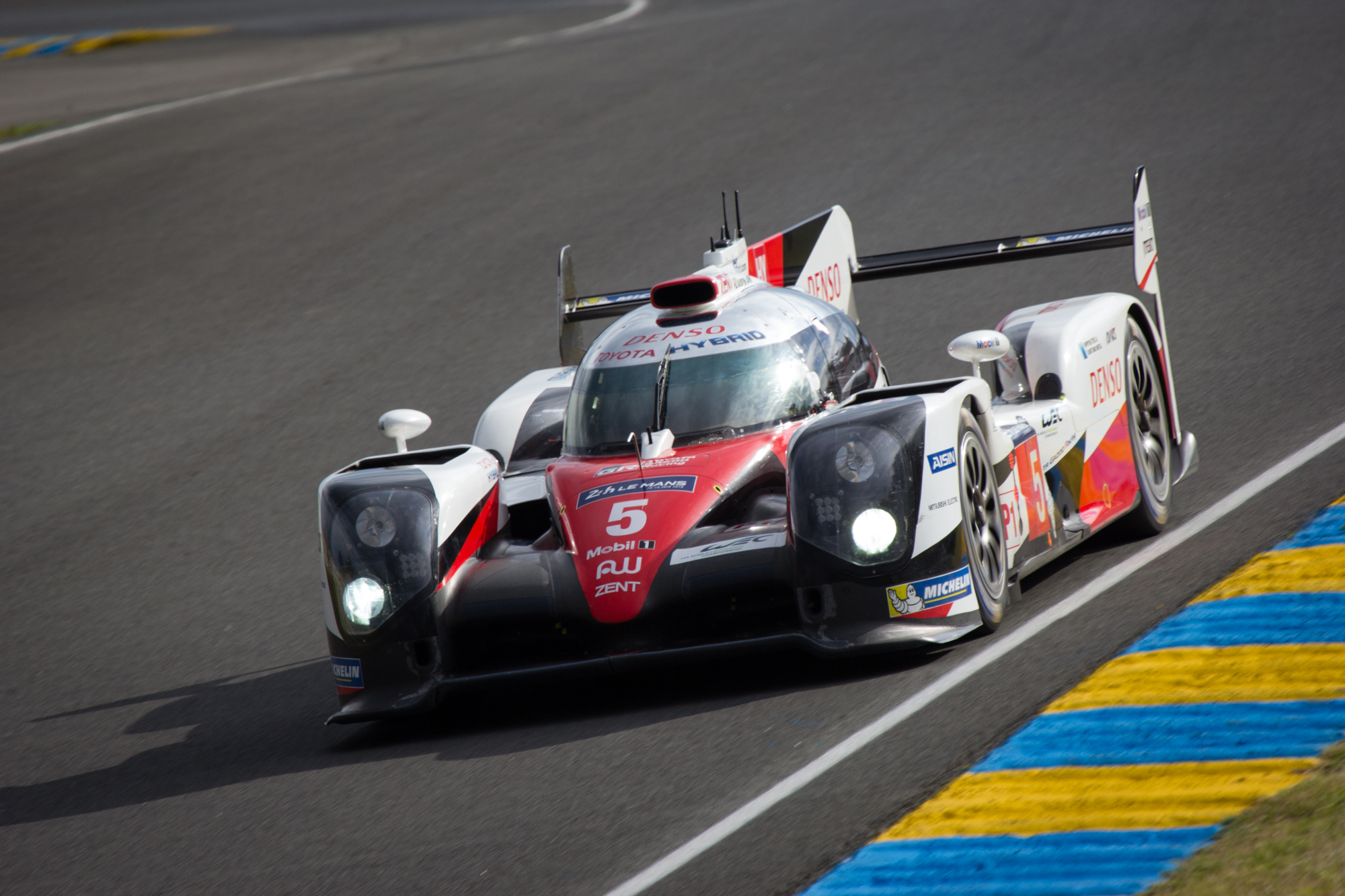
Toyota TS050 Hybrid Прототип класса LMP1 2016 года

## Технический регламент
Использование биотоплива, особенно бензина с добавлением 10 % этанола и биодизеля, допускается в обеих категориях.
В обновлённых версиях регламентов используются только закрытые кабины пилотов. Ранее было разрешено использовать как закрытый, так и открытый кокпит. Хотя машина управляется одним пилотом, из соображений традиции (преемственности к дорожным автомобилям) требуется предусмотреть в кокпите места для двоих.

### LMP1

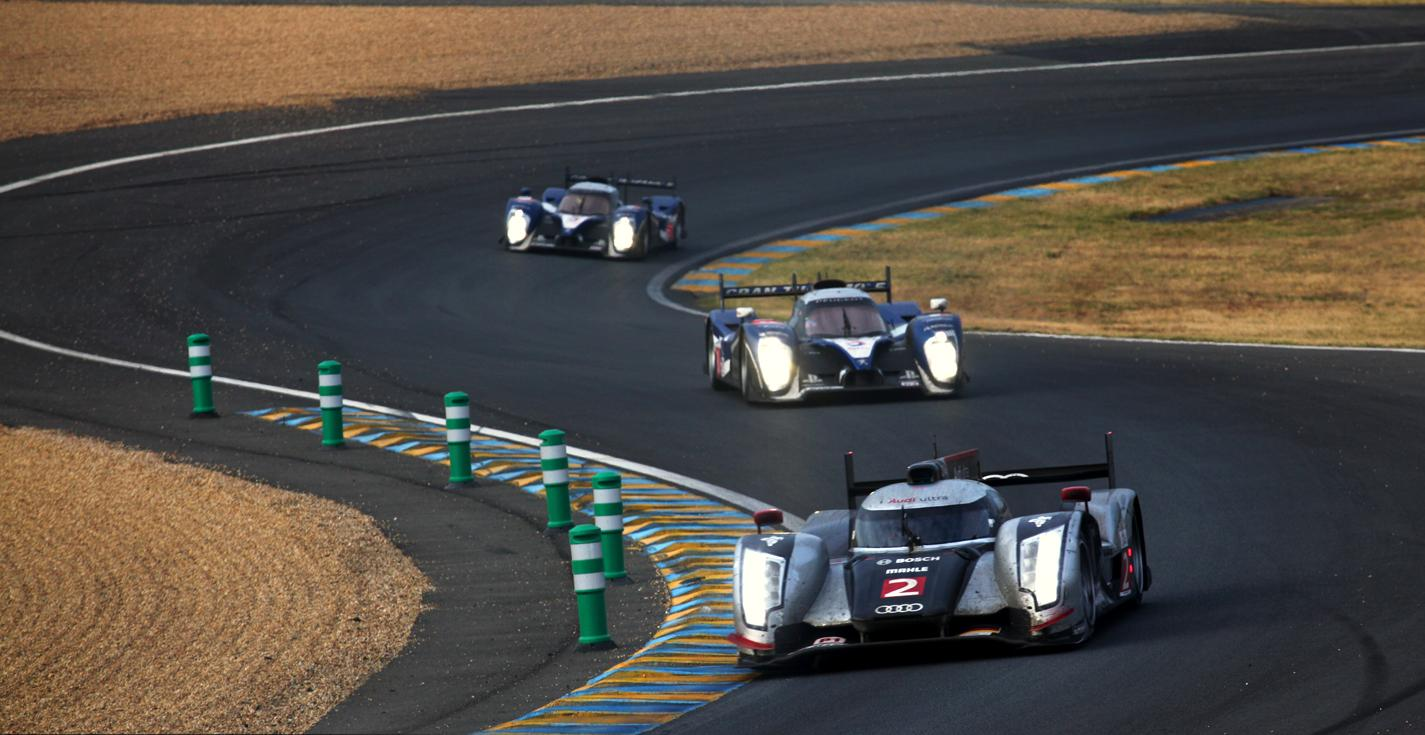
Audi R18 TDI лидирует, опережая дуэт Peugeot 908 в гонке 2011 года

В категорию старших прототипов заявляются как заводские, так и частные команды.
- Минимальный вес 900 кг (с 2008 г.)
- Двигатель без наддува ограничен объёмом в 5500 см³ для специальных двигателей и 6000 см³ для двигателей на базе серийного блока цилиндров (при серии не менее 1000 ед.)
- Турбокомпрессоры и нагнетатели снижают максимально допустимый объём до 4000 см³ для бензиновых двигателей и до 5500 см³ — для дизельных
- Давление наддува ограниченно в 1,5 бар для бензиновых двигателей и 3 бар для дизельных.
- Ограничения на число цилиндров не установлены
- Размер топливного бака — 90 литров для бензина и 81 литр для дизельных двигателей
- Диаметр колеса — 16 дюймов

- Омологированным производителям автомобильных двигателей (выполняющие требования LM GT1 и производящие по крайней мере 1000 единиц ежегодно) позволено производить двигатели в пределах тех же самых ограничений

### LMP2

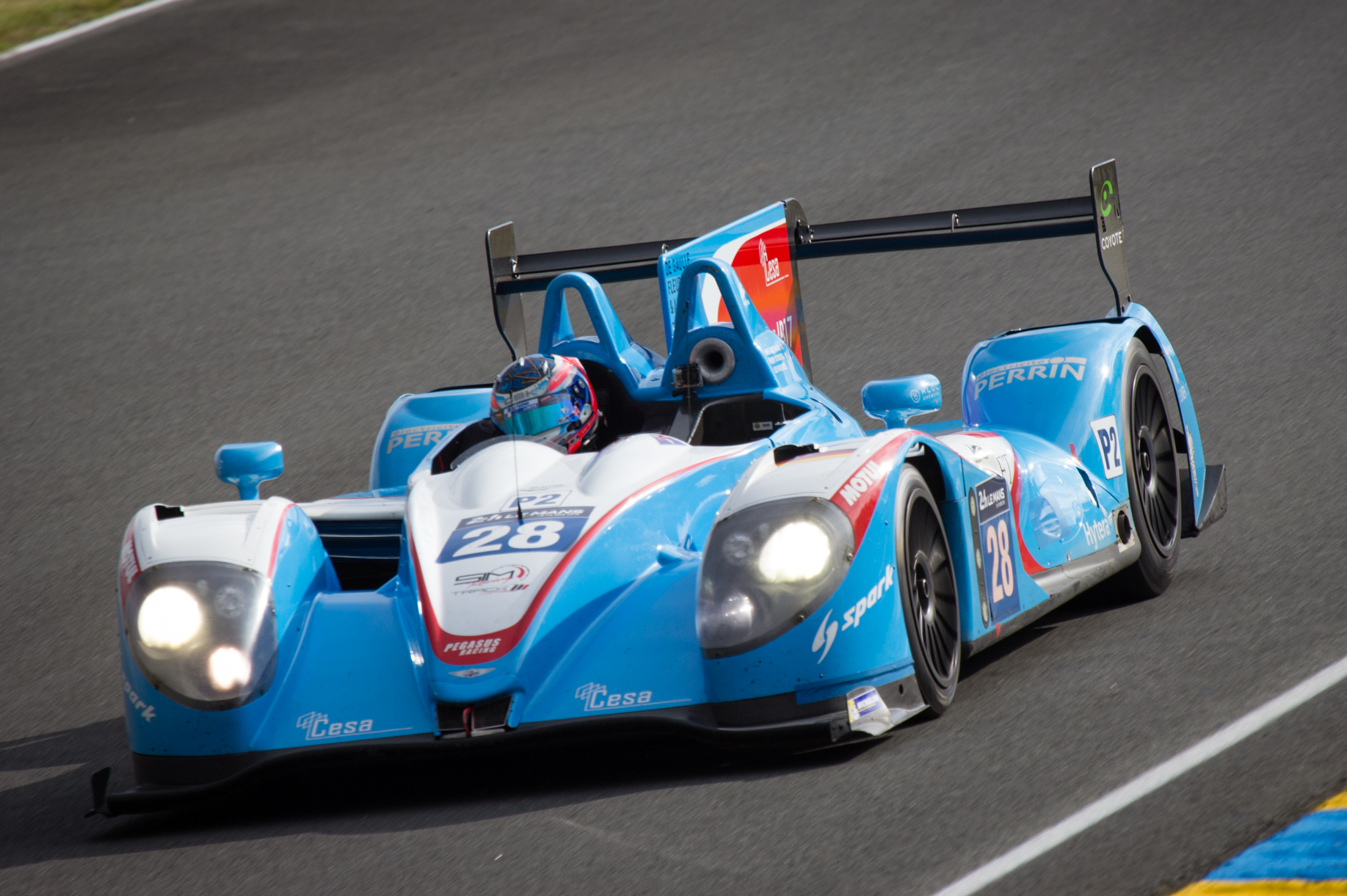
Morgan LMP2 команды Pegasus Racing в гонке 2016 года

Заводские команды в категорию не допускаются.
- Минимальный вес 825 кг (с 2008 г.)
- Двигатель без наддува ограничен объёмом в 3400 см³ для специальных двигателей и 4000см³ для двигателей на основе серийного блока цилиндров.
- Максимальное количество цилиндров — 8
- Для двигателей серийного производства объём ограничен 4000 см³ (при условии выполнения требований LM GT2 и минимальном объёме производства в 1000 единиц ежегодно)
- Турбокомпрессор и нагнетатель (ограниченные только одноступенчатым устройством) разрешены для бензиновых двигателей с максимальным объёмом в 2000 см³ и 6 цилиндрами максимум

- Для омологированных производителей двигателей турбокомпрессоры и нагнетатели (с двухступенчатым устройством) разрешены только для дизелей с максимальным объёмом в 4400 см³ (по крайней мере 10 000 единиц ежегодно)

- Размер топливного бака — 80 литров — для всех типов двигателей
- Диаметр колеса — 14 дюймов

## Список прототипов Ле-Мана

### Актуальные

#### LMP1 (сезон 2019-2020 года)
- Toyota TS050 Hybrid
- Rebellion Racing R13[англ.]
- Ginetta G60-LT-P1
- ByKolles[англ.] ENSO CLM P1/01[англ.]

#### LMP2
- Oreca[англ.] 07[англ.] (также брендировалось как Aurus 01 и Alpine A470; по состоянию на 2021 год составляет подавляющее большинство машин, выступающих в классе LMP2)
- Dallara P217[англ.]
- Ligier JS P217[англ.]
- Riley[англ.]-Multimatic[англ.] MkXXX[англ.] (омологировано, но фактически не используется после 2018 года)

#### LMP3
- Ligier JS P320
- Duqueine[фр.] D-08[англ.]
- ADESS[англ.] 03 Evo[англ.]
- Ginetta G61-LT-P3[англ.]

### Ранее активные
Ниже перечислены наиболее известные прототипы Ле-Мана. Полный список см. в статье.
- Audi R18 E-Tron Quattro
- Audi R18 TDI
- Audi R18 Ultra
- Audi R18 E-Tron Quattro (2014)
- Toyota TS030 Hybrid
- Audi R18 TDI Prototype '11
- Jaguar XJR-9
- Bentley Speed 8
- Peugeot 908 HDi FaP (2007, 2010, 2011)
- Peugeot 905B Exp
- Toyota GT-ONE (TS020)
- Toyota TS010
- Toyota 88C-V
- Audi R15 TDI
- Audi R10 TDI
- Audi R8 LM
- Porsche 956C (и др.)
- Porsche 911 GT1 (Race Version)
- Nissan R89C
- Sauber Mercedes C9
- Sauber Mercedes C11
- BMW V12 LMR
- Jaguar XJR11
- Jaguar XJR14
- Aston Martin DBR1
- Alpine (Renault-Nissan)
- Ford gt40 (1966)
- Mercedes-Benz CLK-LM
- Mercedes-Benz CLR-LM
- Pescarolo C52
- Pescarolo C60 Hybrid — Judd
- Pescarolo C60 — Judd GV5
- Pescarolo C60 — Peugeot Race Car
- Mazda 787B
- Toyota TS040 Hybrid
- Toyota TS050 Hybrid

## Достижения прототипов LMP
Mazda 787B — первый японский болид, выигравший 24 часа Ле-Мана, причём с роторным двигателем.
Sauber Mercedes C9 поставил рекорд скорости на прямой Mullsane (за исключением болида команды W.M., который достиг скорости 405 км/ч, но только в целях рекламы) — 400 км/ч, причём исключительно без экстремальных настроек и цели к достижению такой скорости.
Audi R18 E-tron Quattro — известный по своей безопасности болид, который смог защитить своих пилотов Алана Макниша и Майка Роккенфеллера при столкновении с ограждением на скорости свыше 270 км/ч.
Toyota TS050 Hybrid поставил рекорд круга — 3 минуты 14 секунд.
Mercedes-Benz CLR. Хотя нельзя назвать это достижением, но всё же это было необычайное явление. В 1999, во время квалификации, прототип на прямой потерял свою прижимную силу и взмыл в воздух на высоту 6 метров.

### Гоночные серии
- Официальный сайт гонки 24 часа Ле-Мана (англ.)
- Американская серия Ле-Ман (англ.)

### Анализ LMP
- Серии Ле-Ман (англ.) Объяснения категорий Ле-Мана
- Mulsanne’s Corner (англ.)